# Diphascon burti
Diphascon burti är en djurart som tillhör fylumet trögkrypare, och som beskrevs av Nelson 1991. Diphascon burti ingår i släktet Diphascon och familjen Hypsibiidae. Inga underarter finns listade i Catalogue of Life.